# Nge (Sindhi-Buchstabe)
Nge (Sindhi: ڱي ngē oder ŋē; ڱ) ist der 42. Buchstabe des erweiterten arabischen Alphabets des Sindhi. Nge besteht aus einem persischen Gaf (گ) mit zwei nebeneinander gesetzten diakritischen Punkten oberhalb des Zeichens.
In der arabischen Schrift des Sindhi steht Nge für den stimmhaften velaren Nasal [⁠ŋ⁠]. Das Äquivalent zum Nge ist im Devanagari des Sindhi das Zeichen ङ, in lateinischen Umschriften wird Nge entweder mit ng, ṇ, ŋ oder ṅ wiedergegeben. In einer früheren Variante des arabischen Alphabets des Sindhi wurde anstelle des Nge der Digraph نک verwendet.
Das Zeichen ist als Ngoeh im Unicodeblock Arabisch am Codepunkt U+06B3 und im Unicodeblock Arabische Präsentationsformen-A an den Codepunkten U+FB9A bis U+FB9D kodiert.
| Unicode-Codepoint | Unicode-Name                      | Zeichen |
| ----------------- | --------------------------------- | ------- |
| U+06B1            | ARABIC LETTER NGOEH               | ڱ       |
| U+FB9A            | ARABIC LETTER NGOEH ISOLATED FORM | ﮚ       |
| U+FB9B            | ARABIC LETTER NGOEH FINAL FORM    | ﮛ       |
| U+FB9C            | ARABIC LETTER NGOEH INITIAL FORM  | ﮜ       |
| U+FB9D            | ARABIC LETTER NGOEH MEDIAL FORM   | ﮝ       |